# Bảo tàng Thành phố ở Wadowice
Bảo tàng Thành phố ở Wadowice (tiếng Ba Lan: Muzeum Miejskie w Wadowicach) là một bảo tàng tọa lạc tại số 4 phố Kościelna, Wadowice, Ba Lan. Bảo tàng hoạt động dưới sự quản lý của Trung tâm Văn hóa Wadowice và bố trí triển lãm bên trong một trong những ngôi nhà chung cư lâu đời nhất của thành phố. Trụ sở của bảo tàng là một tòa nhà được xây dựng vào đầu thế kỷ 19 theo phong cách kiến trúc trang viên Cổ điển.

## Lịch sử
Vào cuối thế kỷ 19, ngôi nhà tập thể này lần lượt thuộc sở hữu của gia đình Schwartz, Maria Gedlowa và Jan Moskała. Trong thời kỳ giữa các cuộc chiến tranh, ở tầng trệt của tòa nhà có một quán ăn do Maria và Alojzy Banas điều hành. Karol Wojtyła từng cùng cha ông dùng bữa ở đây. Ngoài ra, tòa nhà còn là nơi đặt trụ sở của câu lạc bộ bóng đá "Polonia" Wadowice.
Sau Chiến tranh thế giới thứ hai, một trường thương mại hoạt động ở tòa nhà này trong một thời gian ngắn. Tòa nhà được bàn giao cho thành phố vào năm 1968. Vào ngày 1 tháng 1 năm 1996, chính quyền thành phố thành lập một bảo tàng có tên là Bộ sưu tập Lịch sử của Vùng Wadowice (viết tắt là ZHZW) tại đây. Từ tháng 10 năm 2000, ZHZW trở thành một bộ phận của Trung tâm Văn hóa Wadowice Marcin Wadowita.